# 도참
도참(圖讖) 또는 참위(讖緯)는 내용 · 형식에 관계 없이 미래에 일어날 일에 대한 예언 혹은 징조를 통칭하는 낱말로, 특히 인간 생활의 길흉화복 또는 성쇠득실(盛衰得失)에 대한 예언 혹은 징조를 가리키는 낱말이다.
도참서(圖讖書) 또는 참위서(讖緯書)는 미래의 일을 예견하는 책 또는 예견하는 데 사용되는 책을 뜻하는데, 한국에서는 흔히 도참서를 비기(秘記), 밀기(密記) 혹은 비결(秘訣)이라고 부르며, 《도선비기(道詵秘記)》 · 《토정비결(土亭祕訣)》 등과 같이 책 제목에 이러한 낱말이 들어가 있는 경우가 많다. 
도참(圖讖)은 간단히 도(圖)라고도 하고 참(讖)이라고도 한다.

## 정의
도참(圖讖)은 간단히 도(圖)라고도 하고 참(讖)이라고도 한다.
도(圖)는 본래 지도(map)를 뜻하는데, 이 뜻에서 사인(sign) · 시그널(signal) · 상징(symbol) · 토큰(token) · 표징으로 뜻이 변한 것이다.참(讖)은 말씀 언(言)과 부추 섬(籤)이 합하여 이루어진 것으로, 섬(籤)은 부추 · 정구지풀 · 가늘다 · 섬세하다를 뜻한다.이러한 의미를 가진 섬(籤)에 언(言)자를 가하면 미어(微語) 또는 은어(隱語)라는 뜻, 즉 은미어 또는 신비어라는 뜻이 된다.
따라서 도참은 그 내용 · 형식에 관계 없이 장래에 일어날 사실 특히 인간생활의 길흉 · 화복이라든가 성쇠득실(盛衰得失)에 대한 예언 혹은 징조를 통칭하는 낱말이라고 할 수 있다.

## 특징
도참의 중요 조건은 무엇보다도 장래 일어날 사실에 대한 예고 또는 암시에 있으므로 그 내용과 형식이라든가 또 현출의 신비성과 같은 것은 제2차적이라 볼 수 있다.더욱이 중국에서 기원한 도참은 중국 문자에 의해서 표현된 은어가 많기 때문에 독자로 하여금 해석하는 데 곤란을 느끼게 하는 경우도 많다.한국에서 도참서를 흔히 비기(秘記), 밀기(密記) 혹은 비결(秘訣)이라고 하는 것도 그런데서 연유한 것이다.

## 기원 및 성격
사람은 자신과 종족을 보전해야 한다는 필요에 근원하는 공포 · 호기(好奇) · 애호 · 투쟁 등의 본능이 있다. 이러한 본능은 고대로 올라갈수록 강하다고 보아야 할 것이다. 더욱이 원시인에 있어서는 우주의 삼라만상이 그들에게 경이적이 아닌 것이 없고 또 병사 · 질고 등에 공포를 느꼈을 것이다. 또 원시인의 신비에 대한 감각도 현대인보다는 훨씬 민감하여 희노애락의 표현이 강렬하였을 것이다. 최초엔 애니미즘(Animism)의 사상이 없는 민족이 없고 따라서 신에도 여러 종류의 무수한 신의 개념이 따르게 되며, 선신(善神)은 길복(吉福)을 주고 악신(惡神)은 흉화(凶禍)를 내리는 것으로 믿었다. 이로 인해 주술(呪術) · 무축(巫祝) · 마술 · 점(占) · 의약 등이 발생하고 예술도 여기서 비롯된 것이다. 터부(Taboo), 오라클(Oracle)이나 토큰(Token)이니 하는 형식도 생성하였을 것이다.
특히 상고시대에는 종족의 정치를 맡은 족장 혹은 추장이 영능자(靈能者)의 칭호를 받아 신에게 봉공하는 제사장의 직분을 겸한 점에서 신의 계시를 대언할 뿐 아니라 민중을 대신하여 신에게 기원하고 또는 악령을 구축하는 일이 있었다. 도참사상(圖讖思想)은 이런 데서 기원된 것으로 생각되는데, 도참사상의 신봉과 조작(造作) 내지 유행은 동양의 역사, 특히 중국과 한국의 역사에서 한층 많이 발견된다. 더욱이 도참사상은 중국과 한국의 정치 · 사회사의 이면(裏面)과 때때로 밀접히 관련되었다.
도참사상과 같은 유의 사상은 종종 신비적 언설(言說)에 의하여 인심을 충동 혹은 지배하여 여러 가지의 공능(功能)을 행사한 만큼 실제 생활에 끼친 영향은 적지 않았다. 한 왕조가 일어나고 망하는 역성혁명(易姓革命)의 큰 변동기에는 물론이요, 기타 시국이 불안한 때도 이런 종류의 사상은 반드시 나타나서 널리 퍼지곤 하였다. 그리하여 정치운동(개혁) 또는 민중운동(갱생)의 지도자 자신이 도참사상을 이용하여 정치적 상황을 자기 편에 유리하도록 조작하기도 했다.
한국에서 유행했던 도참은 천문 · 풍수지리 · 신불(神佛) · 도교(道敎) · 역운(曆運)의 음양5행사상 등과 결합하여 이들을 소재(素材)로 한 경우가 많았는데 그 중에서도 풍수지리와의 관련성이 가장 깊었다.

## 발생 및 전래
중국 도참의 발생 기원 역시 원시 시대의 애니미즘에서 찾을 수 있겠지만, 중국의 문자가 발명된 이후에 발달되었을 것으로 믿어진다.
중국 고대 전설에 황하수에서 도(圖)가, 낙수(洛水)에서 서(書)가 나오고, 또 신룡(神龍)이 나오고 봉조(鳳鳥)가 이른다는 말이 있는데, 그 중에 하도(河圖)는 복희씨 시대에, 낙서(洛書)는 하우씨(夏禹氏) 시대에 나왔다고 하나 그것은 믿지 못할 말이고 오랜 시절부터 그러한 유의 도참 사상이 있었던 것은 사실이라고 생각된다.그래서 《논어》에서 공자(孔子)가 "하수(河水)에서 도(圖)가 나오지 않고 봉조가 이르지 않으니 이제는 할 수 없구나"라고 한 것은 예로부터 내려오는 전설을 그대로 인용하면서 성왕(聖王)이 나타나지 않는 것을 탄식한 것이라 볼 수 있다.
도참은 정치 · 사회사와 밀접한 관계를 가졌기 때문에 중국 역대의 역성 혁명이 있을 때마다 널리 유포되곤 했다.그 중에서도 왕망(王莽)의 찬위, 광무(光武)의 중흥을 비롯하여 그 후 황건(黃巾) · 백련(白蓮) 등 비밀 결사 운동은 모두 도참 사상으로 채색되었다.
중국식의 도참이 한국에서 언제부터 유행되기 시작했는가 하는 기원은 자세치 않으나 삼국 시대 말경에 이미 고구려의 도참서인 《고구려비기(高句麗秘記)》가 있었다는 기록이 있고, 또 백제가 망할 무렵에 거북의 등에 "백제동월륜(百濟同月輪: 滿月), 신라여월신(新羅如月新: 新月)"이라는 글귀가 나타났다는 기록이 있다.이 글귀는 백제는 다 찬 만월과 같고 신라는 이제 시작되는 새 달과 같다는 것으로 백제는 망하고 신라는 흥한다는 뜻이다.이 내용은 마치 신라 말기의 대학자이자 문장가였던 최치원이 고려의 흥기(興起)를 예언하여 "곡령청송 계림황엽(鵠嶺靑松 鷄林黃葉: 곡령은 푸른 소나무요 계림은 누른 잎이다)"이라고 말하였다는 전설과 동일하다.즉, 곡령(鵠嶺)은 개성의 송악산의 다른 말이고 계림(鷄林)은 원래는 경주의 숲을 일컫는 말로서 신라를 지칭하는 다른 말이므로, 이 예언은 고려는 흥하고 신라는 망한다는 것을 뜻한다.이러한 전설이 실제로 있었던 일이라고는 믿을 수 없지만, 삼국 시대와 남북국 시대에 도참 사상이 유행했다는 것은 의심할 수 없다.

## 한국의 도참설
한국의 도참설로는 고구려의 멸망을 예언한 도참서인 《고구려비기(高句麗秘記)》에 나오는 고구려 멸망 도참설, 백제의 멸망을 예언한 백제 멸망 도참설, 신라의 멸망을 예언한 신라 멸망 도참설, 신라의 멸망과 태봉의 붕괴 및 고려의 흥기를 예언한 《왕창근 경문참(王昌瑾鏡文讖)》, 도선(道詵: 827-898)의 도참설 등이 있다. 

### 백제 멸망 도참설
백제망국참언(百濟亡國讖言)은 백제 의자왕(義慈王) 20년에 왕도 부여성(扶餘城)에서 있었던 망국을 예언한 참문(讖文)이다.
이 참문에 따르면, 백제가 망한 해에 망국의 흉조가 여러 번 나타났는데 그중에도 6월에는 한 귀신이 궁중으로 들어와서 "백제는 망한다"고 크게 부르짖고는 땅속으로 들어갔다. 이에 왕이 땅을 파보게 하니 깊이 석 자쯤 들어가서 거북이 한 마리가 나왔다. 그 등에 글이 써 있되 "백제는 둥근달 같고 신라는 초생달 같다(百濟同月輪, 新羅如月新)"고 하여 왕이 무당에게 그 뜻을 물으니 그는 "둥근달은 곧 이지러질 것이요, 초생달은 점점 차게 된다"고 대답하여 죽임을 당하였다. 이에 어떤 사람이 거꾸로 풀어서 "둥근달은 왕성하고 초생달은 쇠미하니 이는 백제가 성하고 신라가 망한다"는 뜻이라고 하여 왕을 기쁘게 하였다고 한다. 이것은 망국을 예언한 최초의 참언으로 이미 당시에 거북이 등의 갑골문을 해독하는 점복술이 있었고, 이를 해석하는 전문가가 있었으며, 그 해석이 민심에 큰 영향을 주었음을 말해준다.

### 고구려 멸망 도참설
《고구려비기(高句麗秘記)》는 고구려의 망국(亡國)을 예언한 도참서이다.
668년(고구려 보장왕 27년) 당의 고종(高宗)이 고구려 정벌군을 일으켜 요동으로 진격시키고 있을 때 시어사(侍御史) 가언충(賈言忠)이 고종에게 이번 싸움에는 반드시 이겨 고구려를 멸망시키리라고 내세운 근거 중의 하나로 《고구려비기》를 들었는데 그 내용은 "900년이 안 되어 80대장(大將)이 이(고구려)를 멸망시킨다"는 것이었다. 가언충은 이 비기를 풀기를 그 해가 고구려가 한(漢)으로부터 완전 독립한지 900년 되는 해이고, 당군 대총관(大總管)인 이세적(李世勣)의 나이가 그 해 80세이니 틀림없다고 하였다.

### 신라 멸망 도참설
신라망국참언(新羅亡國讖言)은 신라 말년에 신라의 망국과 고려의 흥기를 예언한 각종 참언을 말한다.
신라망국참언 중의 하나는 최치원(崔致遠)의 문장이라고 전하는 "계림(鷄林: 신라의 별칭)은 황엽(黃葉)이요, 곡령(鵠嶺: 고려의 도읍지 송악을 가리킴)은 청송(靑松)이다"라는 문구로, 고려의 개국에 참가한 최치원 문인들의 위작(僞作)으로 여겨진다.
다른 하나는 신라의 망국과 궁예(弓裔)의 비운, 왕건의 행운을 예언한 왕창근경문(王昌瑾鏡文)인데, 궁예의 신하인 송함홍(宋含弘) · 백탁(白卓) · 허원(許原) 등이 그 내용을 해독하였으나 궁예를 두려워하여 적당히 꾸며 대답하였다고 한다.

### 왕창근 경문참
왕창근 경문참(王昌瑾鏡文讖)은 신라 경명왕 2년(918)에 중국 상인 왕창근이 태봉(泰封)의 왕성인 철원(鐵圓) 장터에서 산 거울속에 적힌 참문(讖文)으로 신라의 멸망과 태봉의 붕괴, 고려의 흥기를 예언한 참문이다.
거울면에 적힌 글의 내용은 "상제가 아들을 진마(辰馬)에 내리시니 먼저 닭을 잡고, 뒤에 오리를 잡으리라. 사년(巳年)중에 두 용이 나타나 하나는 몸을 청목(靑木)속에 감추고, 하나는 모양을 흑금동(黑金東)에 나타냈다"였다. 왕창근이 이 거울을 왕인 궁예에게 바치니 궁예는 글잘하는 송함홍(宋含弘) · 백탁(白卓) · 허원(許原) 등에게 명하여 해석케 하였다. 송함홍 등이 글을 풀어 서로 말하기를 "궁예왕이 철원에서 일어나서 곧 멸망할 것이요, 시중(侍中) 왕건(王建)이 먼저 신라를 얻고 뒤에 압록(鴨綠)을 취하여 거둔다는 뜻이다"라고 하였다. 그러나 궁예의 포악 난잡함이 두려워 사실대로 보고하지 않고, 적당하게 꾸며대었다고 한다.

### 도선의 도참설
도참 사상과 밀접한 풍수지리 사상이 신라 중기에 중국에서 도입되어 유행한 것은 실제 그 시대 왕릉의 지세로 보아 또는 문헌으로 보아 확실하며, 특히 신라 말에는 도선(道詵)과 같은 유명한 지리 도참가까지 나왔다.도선이 도참 형식을 따라 지리쇠왕설(地理衰旺說) · 지리순역설(地理順逆說) 및 사탑비보설(寺塔裨補說)을 말한 것은 사실인 것으로 여겨진다.
도선은 최치원과 동 시대의 사람으로 속성은 김(金)씨로 말년에 백계산(광양) 옥룡사에 거주하여 72세로 입적했는데, 그는 지리에는 왕처(旺處) · 순처(順處)를 택하여 거주할 것과 쇠처(衰處) · 역처(逆處)를 인공적으로 혹은 불력(佛力: 사탑)으로 비보(裨補) 또는 진압할 것을 주장하였고, 이러한 내용의 수 종의 도참서를 남겼다.
도선의 도참서는 그의 사후에 세상에 유통되어, 고려 태조도 도선의 이론을 신봉하여 10훈요(十訓要) 중에 산수(山水)의 순역(順逆)을 가려서 사원을 세워야 하며, 사탑을 남조(濫造)하여 지덕(地德)을 손상시키지 말라는 조항을 남겼다.비보사탑설(裨補寺塔說)은 이같이 사원의 남조(濫造)를 제한케 하려는 의도에서 나온 것이라고 볼 수 있으며, 후세에 이르러는 도리어 이를 악이용하여 사찰 남조의 풍을 그대로 진전케 하였다고 여겨지기도 한다.
고려 시대에는 도선의 이름을 붙인 여러 종류의 비기(秘記)가 유행하였는데 이들은 도선의 저작이 아니라 후세인의 가탁(假託)으로 보아야 한다는 견해가 있다.

## 같이 보기
- 예언
- 동양 철학 / 한국의 사상

## 참고 자료
- 이 문서에는 다음커뮤니케이션(현 카카오)에서 GFDL 또는 CC-SA 라이선스로 배포한 글로벌 세계대백과사전의 "동양사상 > 한국의 사상 > 통일신라시대의 사상 > 통일신라시대의 도참사상 > 도참의 정의" 항목을 기초로 작성된 글이 포함되어 있습니다.